# Pentateuh
Pentateuh (Πεντετεύχως — în greacă „cinci suluri sau cutii pentru păstrarea lor”) este numele de proveniență greacă sub care sunt cunoscute în limba română primele cinci cărți ale lui Moise din Vechiul Testament - Geneza, Exodul, Leviticul, Numeri și Deuteronom. În originalul ebraic, ele poartă numele de „Tora”, (Învățătura sau Legea), un cuvânt care vine de la verbul „yara” (hora) care înseamnă „a preda, a instrui”. 
Termenul Pentateuh apare în Septuaginta , traducerea în greacă a Vechiului Testament. Există un larg consens că Tora a fost compusă în perioada persană mijlocie (secolul al V-lea î.Hr.).
Pentateuhul conține  primele cinci cărți ale Bibliei, cunoscute sub numele de „Cărțile lui Moise”. Pentru religia iudaică, sunt cele mai importante texte sacre. Evreii credincioși, ca și creștinii religioși după ei, cred că Pentateuhul (sau Torá) este inspirat de Dumnezeu și i-a fost dat lui Moise pe muntele Sinai. 
La evrei, Pentateuhului i se mai spune, în afară de denumirea simplă Torá, תּוֹרַת־מֹשֶׁה Torat Moshé , adică Învățătura sau Legea lui Moise). Sulul de pergament pe care este scrisă Torá și care este păstrat în altar în sinagogi se numește Sefer Torá. În viziunea iudaică ortodoxă,Pentateuh-ul este unic, sfânt și etern, ceea ce înseamnă, între altele, că nimic nu poate fi schimbat. 
Pentateuhul conține primele cinci cărți ale  Vechiului Testament, pe care evreii îl numesc Tanah sau Mikrá. Pentru evrei nu există noțiunea de „Vechiul Testament”, care este un termen ulterior, legat de evoluția creștinismului. Pentateuhul conține următoarele cărți:
1. Facerea sau Geneza  - Întâia Carte a lui Moise
2. Ieșirea sau Exodul  - A Doua Carte a lui Moise
3. Leviticul  - A Treia Carte a lui Moise
4. Numerii  - A Patra Carte a lui Moise
5. Deuteronomul sau A doua Lege  - A Cincea Carte a lui Moise

## Torá

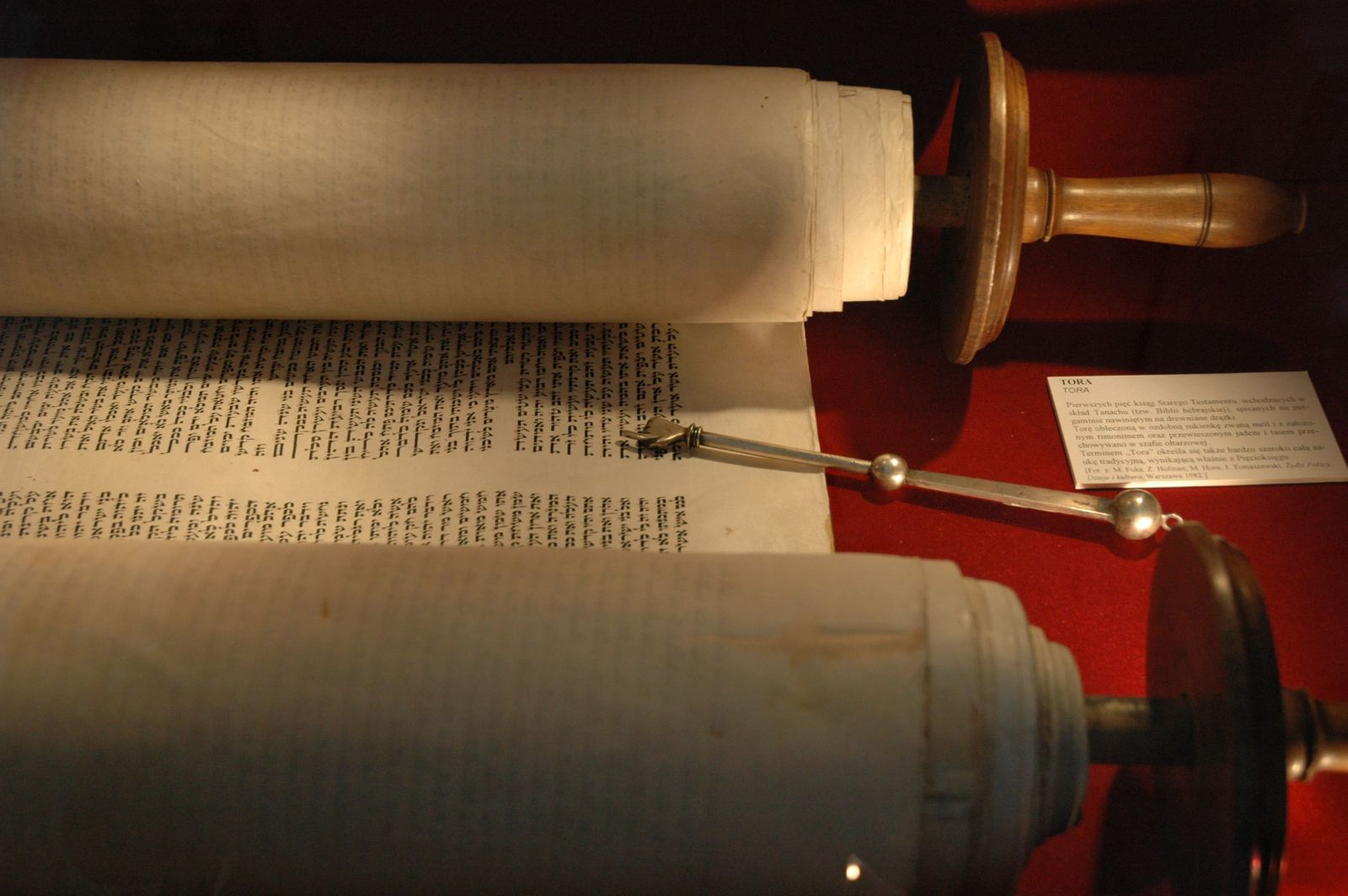
Sefer Torá - Sulul Torei, deschis pentru lectură publică în sinagogă

Conform punctului de vedere religios strict, Torá a fost dictată lui Moise pe muntele Sinai. Dar există opinii contradictorii dacă textul Torei a fost scris timp de 40 de zile cât s-a aflat Moise pe muntele Sinai sau timp de cei 40 de ani cât s-a găsit poporul evreu în pustiu și a fost terminată  scurt timp până la moartea lui Moise.
Formularea dogmelor credinței iudaice, semnată de Maimonide, susține aceste două opinii ale originii Torei.
Cele cinci cărți ale Torei conțin un sistem complet de porunci sau mitzvot (sing. mitzvá în ebraică). În total, Tora conține 613 porunci (mițvot) esențiale pentru religia iudaică, inclusiv Decalogul sau "cele Zece porunci". În practică, o parte mare din cele 613 porunci se referea la ritualul din Templul din Ierusalim, care nu se mai pot aplica de când acesta a fost distrus de romani în cursul Războiului Iudeii din anii 69-73.
- Geneza (בראשית, Bereshit: "La început...")
- Exodul (שמות, Shemot: "Numele ")
- Levitic (ויקרא, Vayiqra: "Și a chemat el")
- Numeri (במדבר, Bamidbar: "În pustiul...")
- Deuteronomul (דברים, Dvarim: "Cuvintele pe care...")

Denumirea ebraică a cărților nu este alta decât primul cuvânt din fiecare carte care face parte din Pentateuh.
Pentru credința iudaică, Torá în sensul larg nu include numai Pentateuhul sau "Tora scrisă" (Torá she bihtav) , ci și Torá orală (Torá she b'al pè) care s-a transmis prin cărțile Talmudului, și care reprezintă dispute, comentarii și dezvoltări, legi, tradiții și legende pe marginea textului Pentateuhului.